# Tadeusz Dobrzyński
 Tadeusz Wacław Dobrzyński  h. Jelita (ur. 23 sierpnia 1898 w Warszawie, zm. 7 lutego 1989 w Stargardzie Szczecińskim) – podpułkownik Wojska Polskiego; członek Polskiej Organizacji Wojskowej; żołnierz Legionów Polskich; weteran wojny z bolszewikami; uczestnik bitwy o Monte Cassino; od 1970 harcmistrz Polski Ludowej; w 1983 twórca kwatery sapera na Starym Cmentarzu Komunalnym w Stargardzie.

## Życiorys

### Lata I wojny światowej i II Rzeczypospolitej
Tadeusz Dobrzyński urodził się 23 sierpnia 1898 w Warszawie. W latach 1909–1915 uczęszczał do prywatnego Gimnazjum Realnego im. Emiliana Konopaczyńskiego w Warszawie. 1 stycznia 1911 wstąpił do 1 Warszawskiej Konspiracyjnej Drużyny Harcerskiej w Warszawie. Od 1914 działał jako członek Polskiej Organizacji Wojskowej, ukończył podoficerską szkołę konspiracyjną POW. 1 stycznia 1916, po ukończeniu sześciu klas wstąpił na ochotnika do 4 pułku piechoty Legionów Polskich III Brygady LP. Walczył podczas I wojny światowej, został ranny w walkach pod Kostiuchnówką nad rzeką Styr. 1 listopada 1917 wstąpił do Szkoły Podchorążych Piechoty Wojska Polskiego i jako plutonowy podchorąży 11 listopada 1918 brał udział w rozbrajaniu Niemców w Warszawie, zdobywając Cytadelę, dworzec główny i odwach. Był uczestnikiem pierwszej warty honorowej przy podnoszeniu flagi państwowej na odwachu na Placu Saskim. 11 listopada 1918 odniósł ranę postrzałową lewej nogi. Został odznaczony na podstawie dekretu Józefa Piłsudskiego Srebrnym Krzyżem Orderu Virtuti Militari za wzięcie do niewoli komendanta niemieckiego garnizonu w Warszawie. 
W 1918 został przyjęty do odrodzonego Wojska Polskiego. W latach 1919–1921 brał udział w walkach na froncie wschodnim na Wołyniu, Białorusi, w odsieczy Lwowa oraz w obronie Warszawy będąc w stopniu podporucznika piechoty. Był dowódcą kompanii piechoty w 21 pułku piechoty „Dzieci Warszawy”, 42 pułku piechoty, dowódcą kompanii w 47 pułku piechoty Strzelców Kresowych i dowódcą batalionu strzeleckiego. 15 sierpnia 1920 podczas forsowania rzeki na Wołyniu został ranny w prawe przedramię. Za udział w wojnie z bolszewikami w 1920 został odznaczony Krzyżem Walecznych, nadanym 21 marca 1921. W 1921 zdał maturę w Gimnazjum Realnym nr 6 we Lwowie. W 1922 jako podporucznik rezerwy posiadał przydział do 4 pułku piechoty Legionów – został zweryfikowany w tym stopniu ze starszeństwem z dniem 1 czerwca 1919 w korpusie oficerów rezerwowych piechoty. 
W latach 1922–1928 studiował zaocznie na wydziale prawa Uniwersytetu Warszawskiego, jednocześnie pełnił wojskową służbę zawodową. W latach 1923–1924 był oficerem rezerwy 18 pułku piechoty w Skierniewicach. W 1924 ukończył Szkołę Młodszych Oficerów Artylerii w Toruniu. Był oficerem w czynnej służbie  w stopniu porucznika ze starszeństwem z dniem 1 czerwca 1924 i 8. lokatą w korpusie oficerów artylerii. 1 czerwca 1924 został przydzielony do 12 pal w Złoczowie. W 1925 był skierowany na kurs dowódców baterii i dywizjonów Artylerii w Toruniu. Następnie był kwatermistrzem w Tarnopolu w I Dyonie Samodzielnym Artylerii 12 pal. 1 sierpnia 1929 został przeniesiony na emeryturę z powodu stanu zdrowia jako inwalida wojenny. W 1934, jako porucznik w stanie spoczynku artylerii ze starszeństwem z dniem 1 czerwca 1924, pozostawał w ewidencji Powiatowej Komendy Uzupełnień Krzemieniec, przydział do Oficerskiej Kadry Okręgowej Nr II będąc w dyspozycji dowódcy Okręgu Korpusu Nr II.

### Lata II wojny światowej
1 sierpnia 1939, po zabiegach o powrót do czynnej służby wojskowej wobec zbliżającej się wojny, został za zgodą ministra spraw wojennych powołany do służby czynnej. Brał udział w kampanii wrześniowej m.in. w bitwie pod Iłżą. Do 18 września jego jednostka walczyła z Niemcami, a 19 września 1939 będąc zastępcą dowódcy obrony Krzemieńca na Wołyniu, została rozbrojona przez Armię Czerwoną. Był osadzony w więzieniu NKWD. W lutym 1940 został wysłany do łagru w okolicach Uchty, gdzie przez dwa lata pracował w lesie. 30 lipca 1941 przybył do Buzułuku do Armii Polskiej gen. Władysława Andersa formowanej w ZSRR. 20 października 1941 został przydzielony do 10 pułku artylerii lekkiej na stanowisko dowódcy 3 baterii. W Ługowej skończył Kurs Kwatermistrzów Wyższych Jednostek, po czym od 1 kwietnia 1942 został kwatermistrzem w 10 pułku artylerii lekkiej w Iranie. W maju 1942 został przydzielony do 2 Polskiego Korpusu 3 Dywizji Strzelców Karpackich w Palestynie. Brał udział w walkach o Tobruk, Ankonę. Od 8 kwietnia 1944 do 25 grudnia 1946 we Włoszech walczył pod Monte Cassino jako łącznik artylerii w 3 pal. 12 maja 1944 został ciężko ranny, był ewakuowany do 3 szpitala wojennego w Palagiano. 21 sierpnia 1944 jako został skierowany do dowództwa bazy 2 Polskiego Korpusu, gdzie objął funkcję oficera do specjalnych poruczeń. 29 listopada 1944 został przeniesiony do Centrum Wyszkolenia Wojsk Pancernych 2 Polskiego Korpusu w Palagiano w regionie Apulia we Włoszech, gdzie był na stanowisku kwatermistrza. 

### Lata powojenne
19 marca 1946 został przeniesiony do Wielkiej Brytanii, gdzie kontynuował służbę wojskową. 27 października 1947 powrócił do kraju i zamieszkał w domu rodzinnym w Wołominie, od 5 listopada 1947 był zameldowany w RKU Mińsk Mazowiecki. Pełnił służbę w Ludowym Wojsku Polskim do 16 kwietnia 1948, po czym został zdemobilizowany. Od 1948 do 1955 pracował w Warszawie jako szef zaopatrzenia materiałowego w Centralnym Zarządzie Zakładu Osiedli Robotniczych, następnie przeszedł na rentę inwalidzką, a w 1978 na emeryturę. 
W 1956 mieszkał w Legionowie, gdzie urodził się jego syn Jerzy. Jego wojenna przeszłość spowodowała represje ze strony ówczesnych władz, mimo licznych wniosków jego służba wojskowa nie była wliczana do stażu pracy. Dopiero w 1968 uzyskał awans na kapitana, w 1973 – na stopień majora. W 1982, po dwukrotnym wnioskowaniu został awansowany przez ministra obrony narodowej gen. armii Wojciecha Jaruzelskiego na podpułkownika. Pracował społecznie w Zarządzie Związku Bojowników o Wolność i Demokrację w Nowogardzie i Dobrej Nowogardzkiej oraz w Komendzie Hufca ZHP w Nowogardzie i Stargardzie Szczecińskim. Od 1970 harcmistrz Polski Ludowej. W 1979 wstąpił do Związku Inwalidów Wojennych RP z Oddziałem w Stargardzie Szczecińskim. Od 9 lutego 1982 prowadził w Stargardzie Szczecińskim Zespół ds. Wychowania Obywatelskiego Utrwalania Miejsc Walki i Męczeństwa oraz Pamięci Narodowej. W 1983 był pomysłodawcą i twórcą kwatery sapera na Starym Cmentarzu Komunalnym w Stargardzie Szczecińskim. Był członkiem Koła Nr 19 Związku Żołnierzy Wojska Polskiego w Stargardzie. Tadeusz Dobrzyński zmarł 7 lutego 1989 w wieku 91 lat, został pochowany na Cmentarzu Komunalnym w Stargardzie przy ulicy Kościuszki w kwaterze D07, rząd 11, nr grobu 03. Nagrobek ppłk. Tadeusza Dobrzyńskiego został wpisany do Ewidencji grobów weteranów walk o wolność i niepodległość Polski pod nr 7607.

## Życie prywatne
Był synem adwokata Wacława Michała Dobrzyńskiego i Kazimiery Stefanii ze Sławińskich. Miał troje rodzeństwa: Janina Maria Block-Bolten herbu Trzy Orle Skrzydła, Wanda Zofia Ciemniewska herbu Prawdzic i Benedykt Jerzy Dobrzyński. Tadeusz Dobrzyński był dwukrotnie żonaty. Z pierwszego małżeństwa z Antoniną z Zalewskich (ur. 1900) miał dwóch synów: Stefana (ur. 1921) i Andrzeja (ur. 1928). Ze związku z Barbarą Grabowską (ur. 1919, zm. 1985) miał syna Jerzego, urodzonego w 1956 w Legionowie, który obecnie zamieszkuje w Stargardzie. 

## Awanse
- podporucznik – 1919[2][3]
- porucznik – 1924[3]

 Awanse w stanie spoczynku 
- kapitan – 1968[1]
- major – 1973[1]
- podpułkownik – 1982[1][18]

## Ordery i odznaczenia[19][1][3]
- Krzyż Złoty Orderu Virtuti Militari[8][c]
- Krzyż Srebrny Orderu Virtuti Militari[8][d]
- Krzyż Kawalerski Orderu Odrodzenia Polski[20]
- Srebrny Krzyż Zasługi z Mieczami
- Medal Niepodległości[21]
- Srebrny Krzyż Zasługi – dwukrotnie (w 1924 i w 1928)
- Krzyż Walecznych – czterokrotnie (w 1921)
- Medal za Wojnę 1918-1921
- Medal Dziesięciolecia Odzyskanej Niepodległości
- Krzyż Pamiątkowy Monte Cassino – Nr 42741[10]
- Medal Wojska – czterokrotnie (1945-1946)
- Krzyż Walecznych „za czyny męstwa i odwagi wykazane w bojach toczonych w latach 1918–1921”
- Krzyż Walecznych „za czyny męstwa i odwagi wykazane w wojnie rozpoczętej 1 września 1939 roku”
- Medal „Za udział w wojnie obronnej 1939”
- Krzyż Wojenny Croix de Guerre
- Medal za Wojnę Medaille de la Guerre
- Medal Zwycięstwa Medaille de la Victoire
- Krzyż Zasługi Wojennej (Crocce Marito di Guerra)
- Medal Obrony (The Defence Medal)
- Gwiazda za Wojnę The War Star
- Gwiazda Italii 1945 (The Italy Star 1945)

i inne